# Józef Władysław Myszkowski
Józef Władysław Myszkowski (ur. ok. 1660 w Pińczowie, zm. w 1727 w Szańcu) – kasztelan sandomierski w latach 1697-1727, starosta lanckoroński, VII ordynat Ordynacji Myszkowskich, margrabia na Mirowie, fundator klasztoru kamedułów w Szańcu.
Był synem Franciszka Myszkowskiego i Anastazji Barbary Sarbiewskiej. Związek małżeński zawarł w 1690 roku z Heleną Konstancją Czartoryską, z którą miał czworo dzieci które zmarły w dzieciństwie.  
W 1712 roku chcąc zapobiec zbiegostwu chłopów, popadł w konflikt z Elżbietą Strzałkowską, dzierżawiącą część dóbr ziemskich należących do klucza Książ Mały Ordynacji Myszkowskich.
Zmarł w 1727 roku w Szańcu a jego ciało spoczęło w krypcie kościoła klasztoru kamedułów w Szańcu. W 1844 roku jego prochy wraz z marmurowym sarkofagiem z opuszczonego i niszczejącego klasztoru zostały przeniesione do kościoła w Młodzawach Małych.
Po jego śmierci jako ostatniego z rodu Myszkowskich ogromne latyfundium jakim była Ordynacja Myszkowskich przeszło w 1729 roku na mocy wyroku sądu w ręce Franciszka Wielopolskiego.